# La Serre-Bussière-Vieille
La Serre-Bussière-Vieille este o comună în departamentul Creuse din centrul Franței. În 2009 avea o populație de 125 de locuitori.

## Evoluția populației
| An        | 1975 | 1982 | 1990 | 1999 | 2006 | 2009 |
| --------- | ---- | ---- | ---- | ---- | ---- | ---- |
| Populație | 193  | 147  | 117  | 110  | 124  | 125  |